# イガグリくん
『イガグリくん』は、福井英一による日本の漫画作品。
熱血少年イガグリくんを主人公に据えた柔道漫画で、福井の代表作であると同時に格闘漫画・スポーツ漫画の原点としても知られている。連載途中に福井が死去したため、有川旭一が作品を引き継いで連載を続けた。
1960年には本作を原作とするテレビドラマが放送されており、本項ではテレビドラマ版についても併せて解説する。

## 連載・刊行
秋田書店の『少年少女冐險王』に1952年3月号から1954年8月号まで福井による執筆作が連載されていたが、福井が過労により急死したため、清水春雄が「どや一平」のペンネームで執筆したものが同誌1954年9月号・10月号に連載された後、有川旭一が正式に作品を引き継いで1960年12月号まで連載を続けた。単行本は秋田書店の「冒険漫画文庫」から10集が刊行されており、第4集の半ばまでが福井の執筆である。
日本では終戦後、柔剣道や時代劇を描く作品がGHQによって禁じられており、サンフランシスコ平和条約締結まではどの作家もこのジャンルの作品を執筆できなかった。『イガグリくん』はその解禁第一号と言える漫画で、この作品のヒットを皮切りとして他の漫画誌でも柔剣道や時代劇ジャンルの作品が相次いで始められた。
福井が執筆した最後の回は、試合中に主人公（イガグリ）がピンチに陥った場面で終わっており、そこから必殺技を編み出して勝つ形で続けられた。福井の時期には空手家との対決を除けばほぼ柔道の試合が描かれていたのに対し、有川に代わってからはプロレスなどの異種格闘技戦が増えたこと、また「怪人」が登場する「猟奇ミステリー」的な要素が加わったことを夏目房之介は指摘しており、これらが梶原一騎の作品に通じるとも述べている。
1994年にアース出版局から全1巻の復刻版が発行されたほか、2014年に漫画配信ウェブサイトJコミにて本作の配信が開始された。本作の著作権は既に消滅しているため、Jコミにおいて初めての著作権消滅作品となった。

## 登場人物
イガグリくん
本作の主人公。本名は伊賀谷栗助（）だが、イガグリ頭とその名前から専ら「イガグリ」と呼ばれている。
正義感が強く、正々堂々柔道に邁進する柔道少年。沢山のトロフィーを所持しており、特に巴投げを得意とする。
喧嘩や野試合の手段として柔道をふるう事を嫌うが、亡き母の形見のお守りが縫い付けられてある柔道着を蔑ろにされるとムキになってしまう悪癖もある。身長180センチ、体重80キロであるが作中はそれほど大きくは描かれていない。
今久
イガグリくんの転校先の東中学柔道部の主将。
当初は自分に従わず柔道も強いイガグリくんを気に入らず難癖を付けるが、程なく友人となる。
主将を務めていただけあって柔道の腕前は確かだが、短気かつ直情的で売られた喧嘩を買いやすい性格。その度にイガグリくんにたしなめられる事も多い。
安古
東中学のライバル、西中学柔道部主将。
試合でイガグリくんに情に訴える作戦で勝とうとしたが敗北。以降も知り合いの空手の達人や荒くれ者を助っ人にイガグリくんを倒そうと企み、騙し討ちまで企む初期の敵役。
山嵐
イガグリくんのライバル。
熊皮
イガグリくんのライバル。原爆投げという名前の技を持つ。

## 影響
前記の通り、戦後初めての本格的な格闘技漫画であった。夏目房之介は、手塚治虫の漫画と比較して『イガグリくん』は人物の感情描写やコマ割は単純かつ短調であったが、読者にはわかりやすかったのではないかと述べ、手塚とは別の漫画の源流になっている可能性も指摘した。
水島新司は『ドカベン』が柔道漫画であった時期に、本作の主人公と同名の伊賀谷栗助というキャラクターを山田太郎の師匠として登場させ、『イガグリくん』でライバルだった空手家も出てくる。なお、夏目房之介は「伊賀谷栗助はドカベンの柔道の師匠」と記述しているが、これは不正確な表現であり、実際の漫画でのキャラクターは「講道館・師範九段」であり、山田の鷹丘中と賀間の武蔵中の団体戦決勝の審判をつとめ、また山田らの「二段取得試験」を「館長・五船十段」とともに師範役として観戦しているのみである。

## 書誌情報

### 復刻版
アース出版局より刊行。
漫画名作館 イガグリくん
<1994年3月初版刊行> ISBN 978-4-79-529844-6

## テレビドラマ
関西テレビが製作し、フジテレビ系列で放送。日清食品が初めて一社提供を行った番組である。日清食品の創業者である安藤百福が子供たちにもPRするべくコマーシャルを入れようとした経緯がある。

### 放送時間
いずれも日本標準時。

#### 関西テレビ
- 木曜 17:20 - 17:50 （第1回）[疑問点 – ノート]
- 月曜 18:15 - 18:45 （第2回以後）

#### フジテレビ
- 金曜 17:10 - 17:40 （1960年4月1日）
- 日曜 14:40 - 15:10 （1960年4月3日）
- 月曜 18:15 - 18:45 （1960年4月4日 - 1960年12月26日） - 関西テレビとの同時ネットへ移行。

### キャスト
- 奈村端
- 浜崎憲三
- 松田明
- 伝法三千雄
- 三木啓子
- 千典子
- 八波むと志
- 小倉徳七
- 月宮康子
- 中森孝子
- 石川日奈
- 飯沼慧
- ジョージ・ルイカー
- ユセフ・トルコ
- カトオ・ハジメ
- 若水ヤエ子
- 山口利夫
- 阿木五郎
- 海老江寛

### スタッフ
- 脚本：天野信、内海一晃、能見正比呂
- 演出：野添泰男、堀泰男
- 原作：有川旭一
- 音楽：粟野圭一（淡の圭一）

### 主題歌
「イガグリ君の歌」
作詞：グループ「8」 / 作曲：淡の圭一 / 編曲：小川寛興 / 歌：ボニージャックス
| フジテレビ 月曜18:15枠 【本番組から日清食品一社提供枠】 | フジテレビ 月曜18:15枠 【本番組から日清食品一社提供枠】 | フジテレビ 月曜18:15枠 【本番組から日清食品一社提供枠】 |
| 前番組                                                  | 番組名                                                  | 次番組                                                  |
| ------------------------------------------------------- | ------------------------------------------------------- | ------------------------------------------------------- |
| マンガ劇場 ↓ 単発番組                                   | イガグリくん （1960年4月4日 - 1960年12月26日）          | 伴淳傑作劇場 ↓ 少年発明王 （1961年2月20日 - 1961年8月） |